# Molekylær evolution
 Molekylær evolution  betegner de små kemiske ændringer som mutationer, der med tiden igennem generationerne sker i makromolekyler såsom DNA, RNA og proteiner. Den molekylære evolution kommer til udtryk i makromolekylernes sekvens, dvs. rækkefølgen af makromolekylernes byggestene, nukleosider og aminosyrer, se her.
Den molekylær evolution er det grundlæggende princip for den evolutionære biologi og populationsgenetiken, hvor vigtige emner er hastigheden og virkningen af enkelte nukleotid- og aminosyreændringer, neutral evolution vs. naturlig selektion, oprindelsen af nye gener, den genetiske natur af komplekse egenskaber, det genetiske grundlag for artsdannelse, evolution af udvikling og måder, som evolutionære kræfter påvirker genomiske og fænotypiske ændringer.
I slutningen af 1960'erne gav den neutrale teori om molekylær evolution det teoretiske grundlag for det molekylære ur, selvom både uret og den neutrale teori var kontroversielle, da de fleste evolutionærbiologer holdt stærkt fast i panselektionisme med naturlig selektion som den eneste vigtige årsag til evolution. Efter 1970'erne gav nukleinsyresekventering en forståelse af det molekylære grundlag for udviklingen af de levende organismer.

## Ændringer af nukleinsyrer og proteiner
Indholdet og strukturen af et genom er produktet af de molekylære og populationsgenetiske kræfter, der virker på det genom. Nye genetiske varianter vil opstå gennem mutation og vil spredes og opretholdes i populationer på grund af genetisk drift eller naturlig selektion.

### Mutationer
Mutationer er stokastiske og forekommer typisk tilfældigt på tværs af gener. Mutationsfrekvensen for et enkelt nukleotid er meget lav for de fleste organismer, omkring 10-9 til 10-8 pr. site pr. generation, selvom nogle virus har højere mutationsfrekvenser, i størrelsesordenen 10-6 pr. site pr. generation. Blandt disse mutationer vil nogle være neutrale eller gavnlige og vil forblive i genomet, medmindre de går tabt via genetisk drift, og andre vil være skadelige og vil blive elimineret fra genomet ved naturlig selektion.

#### Det molekylære ur
Fordi mutationer er ekstremt sjældne, akkumuleres de meget langsomt på tværs af generationerne. Mens antallet af mutationer, der optræder i en enkelt generation, kan variere, antages mutationer dog at akkumulere i et regelmæssigt tempo. Ved at bruge mutationsfrekvensen pr. generation og antallet af nukleotidforskelle mellem to sekvenser kan divergenstiden estimeres. Dette simple princip betegnes det molekylære ur.

### Rekombination
Genetisk rekombination resulterer i uafhængige nedarvning af gener, der giver en mere effektiv selektion. Dette betyder, at regioner med højere rekombination vil rumme færre skadelige mutationer, flere selektivt foretrukne varianter og færre fejl i replikation og reparation. Rekombination kan også generere særlige typer mutationer, hvis kromosomerne ikke er parret rigtigt sammen.

### Eksempler
- Udviklingen af slanger og skorpioners giftige toksiner.[5]

## Historisk
I 1968 introducerede den japanske biolog Motoo Kimura den neutrale teori om molekylær evolution idet han hævdede, at de fleste evolutionære ændringer sker på molekylært niveau, og at det meste af variationen inden for og mellem arter skyldes tilfældig genetisk drift af mutante alleler, der er selektivt neutrale.